# Klášterní mlýn (Teplá)
Klášterní mlýn v Teplé v okrese Cheb je bývalý vodní mlýn, jehož torzo vnější obvodové zdi stojí v jihovýchodní části kláštera na řece Teplé, na hrázi Starého rybníka. Spolu s areálem kláštera je chráněn jako nemovitá kulturní památka České republiky.

## Historie
Mlýn stál v těchto místech již od středověku. Později zřídil klášter vedle něj pivovar a  oba provozy v roce 1888 nově přestavěl. Po roce 1918 je u mlýna uváděna elektrárna, která zásobovala elektrickým proudem osvětlení i pohon strojů v celém klášteře.
Roku 1950 byl klášter násilně uzavřen a mlýn s pivovarem demolován. Nyní je zde umístěna stálá technická expozice vodního mlýna.

## Popis
Mlýn, klášterní pivovar a jatka stávaly na jižní straně dvora při ohradní zdi. Z budov mlýna se  zachovaly pouze vnější obvodové zdi, které na jihu tvoří ohradní zeď kláštera a uvnitř areálu tarasní zeď podél říčky Teplé. Tarasní zeď má spodní úroveň z kamenných kvádrů, nad patrovou římsou je pak zeď ze smíšeného zdiva; v ní jsou prolomeny otvory oken opatřené mříží, s kamennými parapety a se segmentovými záklenky. V prostoru půdorysu stavby mlýna jsou v zemi dva otvory opatřené mříží, na tyto otvory navazuje štola náhonu se zaklenutým čelem.
Voda na vodní kolo vedla náhonem od rybníka a odtokovým kanálem se vracela zpět do řeky. V roce 1930 měl mlýn a elektrárna jednu turbínu Knop (spád 3,6, výkon 9,16 HP; zanikla). Areál mlýna je v torzálním stavu a je zcela bez technologie. Zanikla i výroba elektrické energie; dochoval se pouze odtokový kanál. V místě je vystaveno několik mlecích kamenů.